# پاوئو اسکشچ
پاوئو اسْکْشِـچ (لهستانی: Paweł Skrzecz؛ ‏ تلفظ لهستانی: /skʂɛt͡ʂ/ ؛ ‏ زادهٔ ۲۵ اوت ۱۹۵۷) بوکسور اهل لهستان است.